# Platytrigona atricornis
Platytrigona atricornis là một loài Hymenoptera trong họ Apidae. Loài này được Smith mô tả khoa học năm 1864.